# Dargua
I dargua (o darguini, in lingua dargwa: дарганти darganti) sono un gruppo etnico della Russia.
Sono originari del Caucaso e vivono principalmente nella repubblica autonoma del Daghestan, nella federazione Russa. Parlano le lingue dargin, di cui la lingua dargwa è la lingua principale.